# Þórshöfn
Þórshöfn (dt. Thors Hafen) ist ein Dorf Nordosten von Island.
Es liegt am Ostrand des Lónafjörður, einem Ausläufer des Þistilfjörður und hat 379 Einwohner. (Stand 1. Januar 2023)
Bereits seit 1846 war Þórshöfn mit seinem guten Naturhafen offiziell anerkannter Handelsplatz, doch erst 1885 ließen sich hier dauerhaft Menschen nieder.
Anfang des 20. Jahrhunderts gewann der Heringsfang und dessen -verarbeitung an Bedeutung. Obwohl der Heringsfang eingestellt ist, leben die Einwohner hauptsächlich vom Fischfang. Größter Arbeitgeber ist die Fischfabrik am Hafen, eine Außenstelle von Ísfélag Vestmannaeyja.
Þórshöfn ist der wichtigste Versorgungsort der Gemeinde. Es gibt hier die einzige Bank, Post, ein Gesundheitszentrum, Schule, Kindergarten, Supermarkt, Restaurant, Schwimmbad, Polizeiwache, den Flughafen Þórshöfn und eine von 2 Tankstellen des Gebiets. Der Ort ist über den Langanesvegur  mit dem Norðausturvegur  verbunden. Die Entfernung nach Egilsstaðir, der nächstgrößeren Stadt, beträgt 197 km, nach Reykjavík sind es 622 km.
Eine eigene Kirche erhielt der Ort erst am Ende des 20. Jahrhunderts. Vorher besuchten die Gläubigen die Gottesdienste in der Sauðaneskirkja auf dem Bauernhof Sauðanes, 7 km nördlich von Þórshafn, die 1889 erbaut wurde und einen Flügelaltar mit der Jahreszahl 1742 besitzt.
Die Sauðaneskirkja ist eine Holzkirche, deren Länge 10,15 m und deren Breite 6,38 m beträgt.
Das Bauholz wurde aus Norwegen importiert, nachdem es bereits in Mandal vorbereitet und zurecht gesägt war. Weithin sichtbar ist der Kirchturm mit seinem Spitzdach und einem Kreuz darauf. Seit 1990 steht die Kirche unter Denkmalschutz.
Der erste Spatenstich zum Bau der Þórshafnarkirkja im Ortskern, die heute für ihre gute Akustik bekannt ist und über 160 Plätze verfügt, erfolgte am 17. September 1993 und die Einweihung durch Bischof Karl Sigurbjörnsson am 22. August 1999.

## Galerie

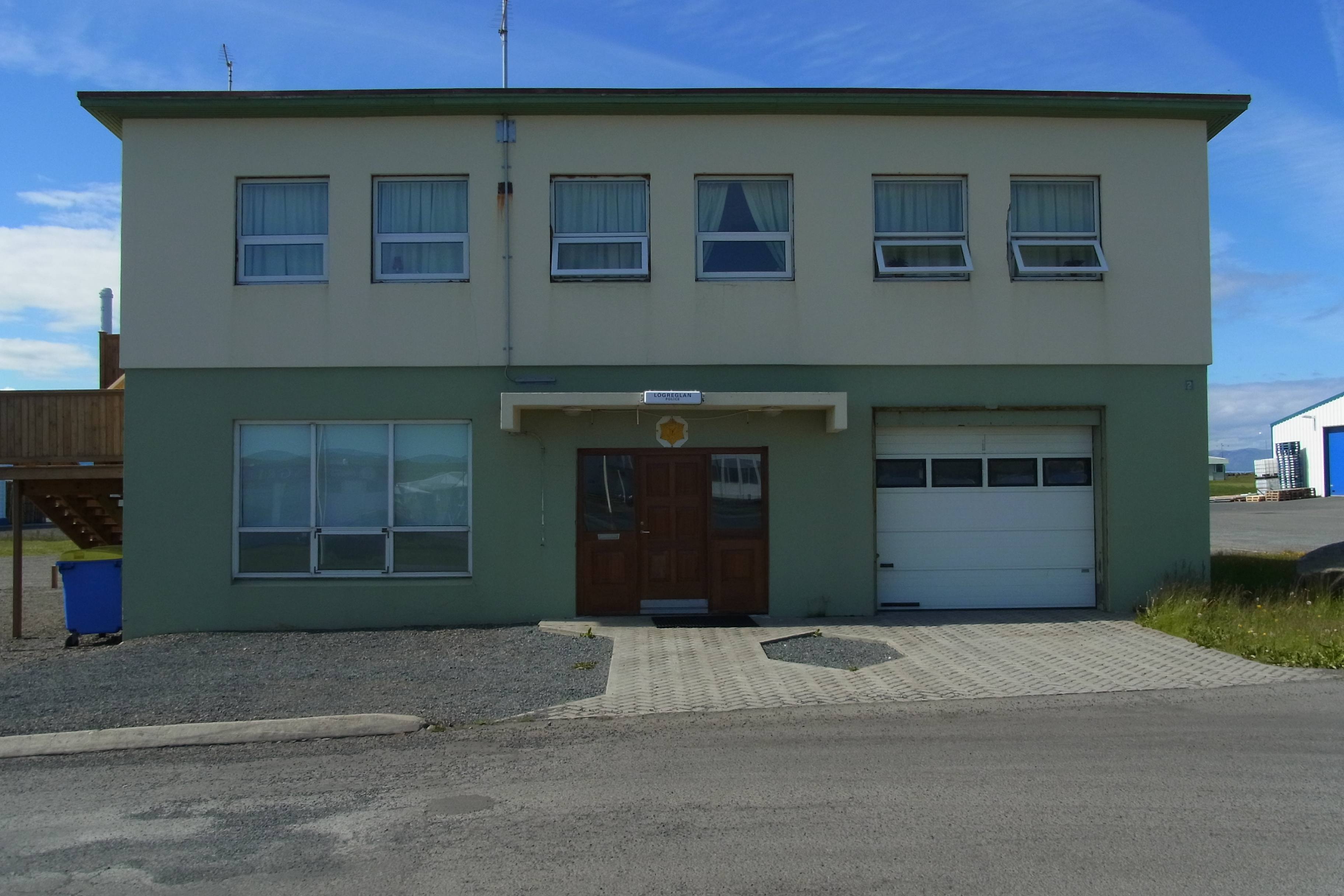
Polizeistation Þórshöfn
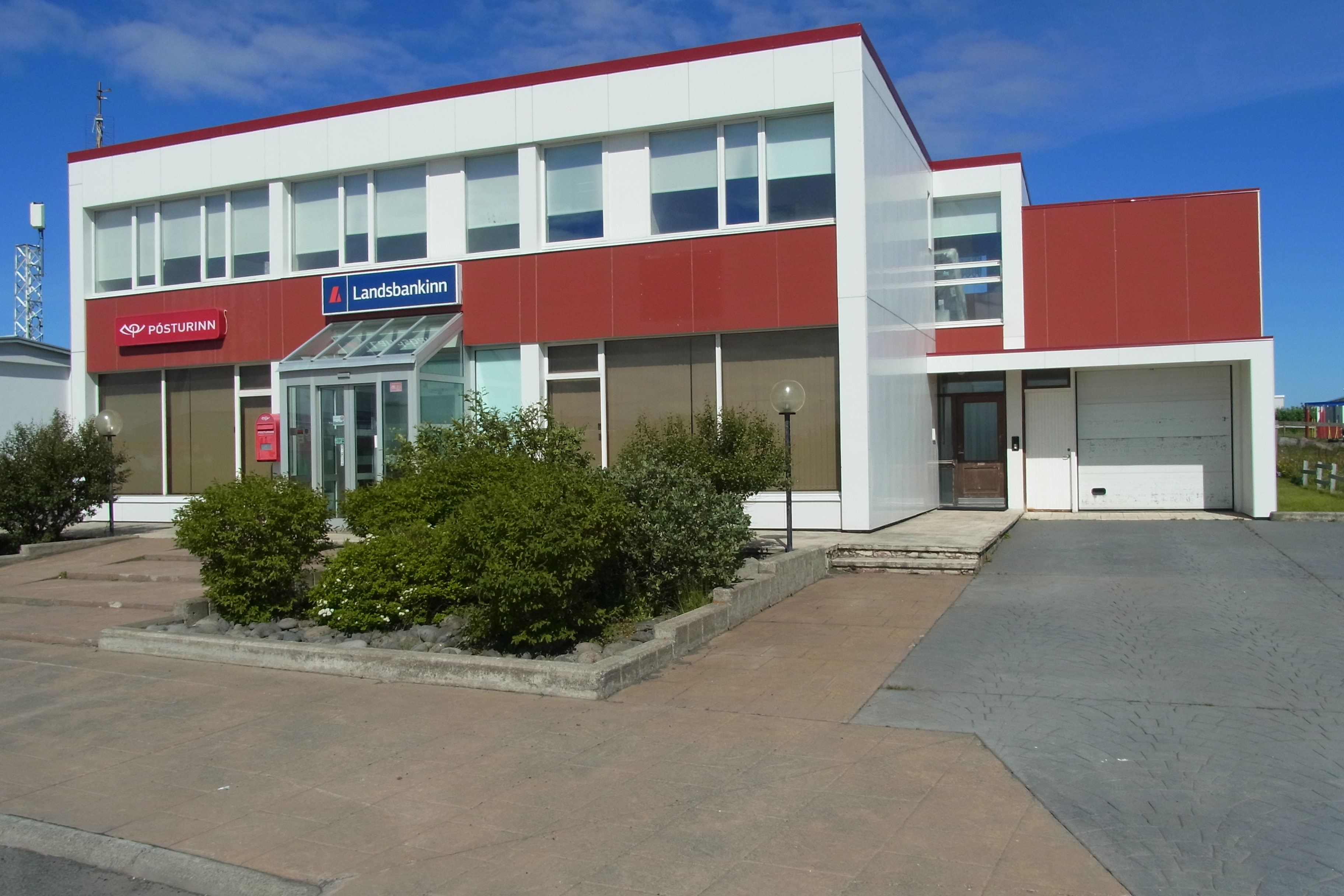
Gebäude beherbergt Post und Bank von Þórshöfn
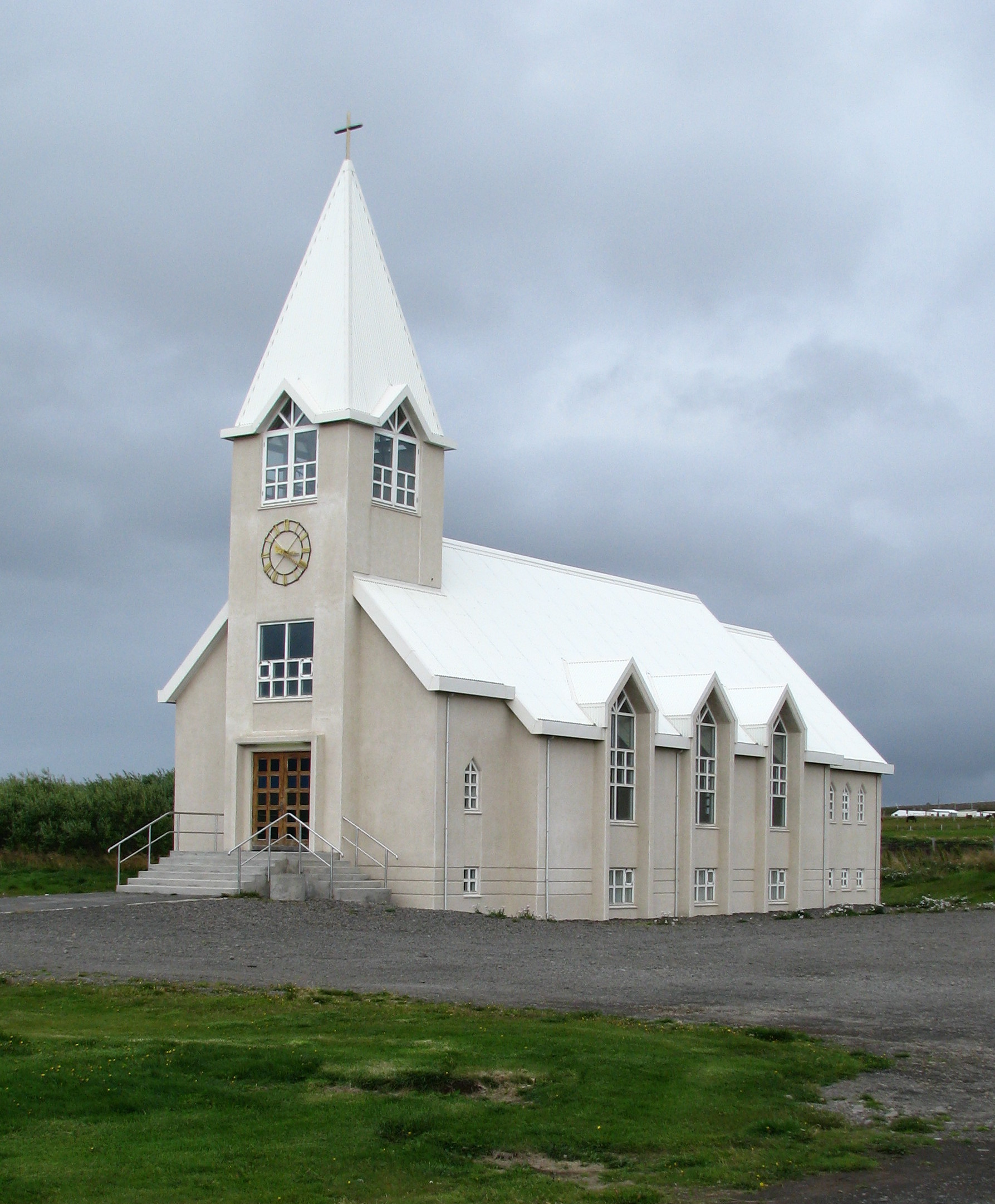
Kirche in Þórshöfn
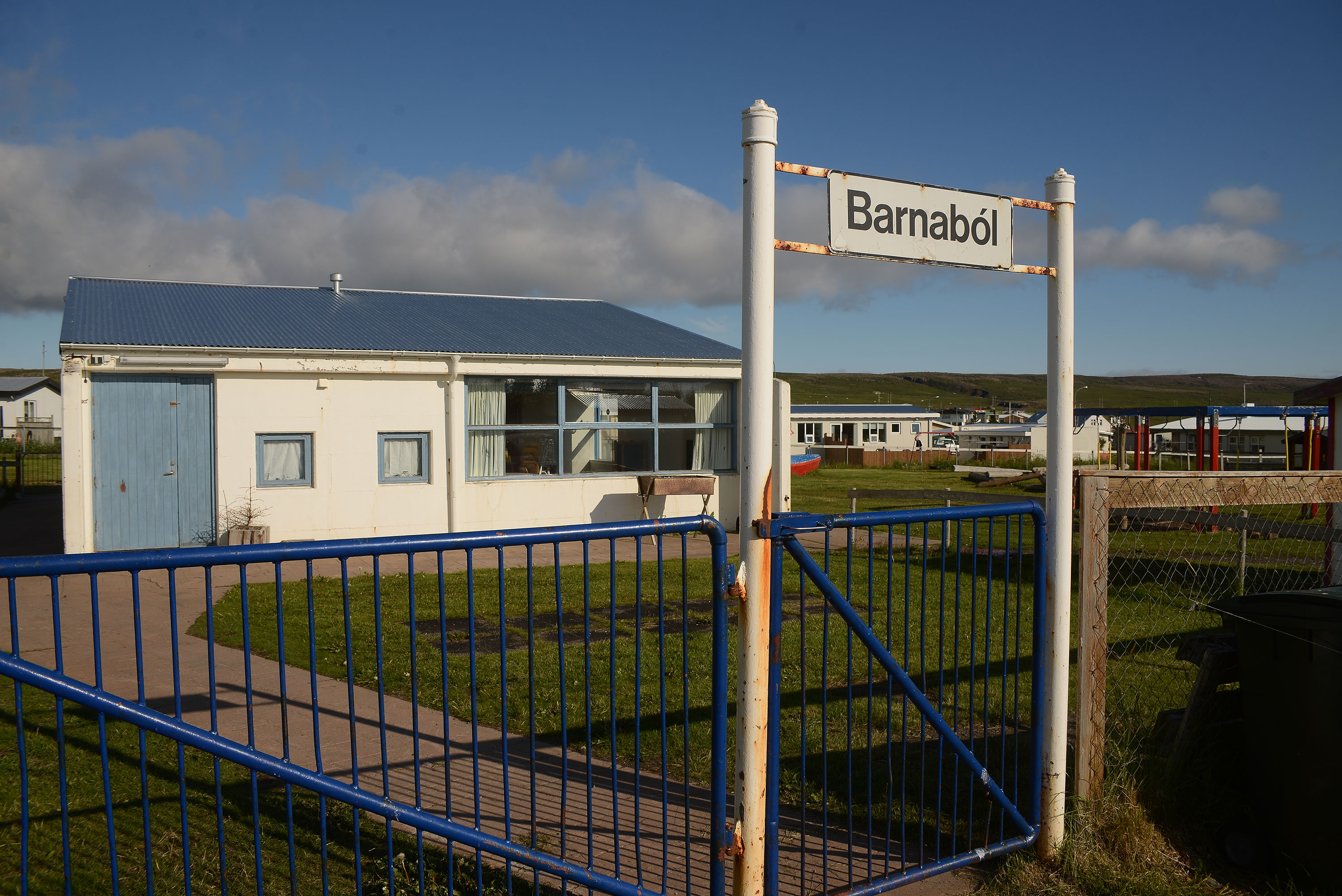
Kindergarten von Þórshöfn